# Bhagalpur (Distrikt)
Der Distrikt Bhagalpur (Hindi भागलपुर जिला, Urdu بھاگلپور ضلع) ist ein Distrikt im indischen Bundesstaat Bihar. Sitz der Verwaltung ist die Stadt Bhagalpur.

## Geographie
Der Distrikt wird durch den Ganges, der ihn in Ost-West-Richtung durchfließt, in einen größeren südlichen und einen kleineren nördlichen Anteil unterteilt. Im Osten grenzt der Distrikt an den Bundesstaat Jharkhand.

## Geschichte
Nach der Schlacht von Buxar 1764 musste das Mogulreich wesentliche Rechte über Bihar an die Britische Ostindien-Kompanie abtreten. Die Grenzen des Distrikts Bhagalpur waren zunächst relativ unbestimmt und wurden 1774 einigermaßen verbindlich festgelegt. Erster district collector (Distrikt-Vorsteher) wurde ab dem Jahr 1769 Augustus Clevland. 1810 umfasste der Distrikt 8224 mi² (21.300 km²), also fast das zehnfache der heutigen Fläche. 1832 wurde der Distrikt Munger (Monghyr) abgetrennt, 1838 wurden Teile des Distrikts Tirhut hinzugewonnen, 1855 die Santhal Parganas abgetrennt und 1864 Teile der Distrikte Purnia und Munger inkorporiert. Im Jahr 1872 umfasste der Distrikt Bhagalpur 4268 mi² (11.054 km²) und 1911, nach weiteren kleineren Änderungen, 4226 mi² (10.945 km²). Danach blieben die Distriktgrenzen zunächst konstant. Im unabhängigen Indien (ab 1947) kam der Distrikt zum Bundesstaat Bihar. 1954 wurde der neue Distrikt Saharsa abgetrennt und Bhagalpur auf eine Fläche von 2123 (nach anderen Angaben 2184) mi² (5499 bzw. 5657 km²) reduziert. 1991 erfolgte eine neuerliche Verkleinerung durch Abtrennung des neuen Distrikts Banka.

## Bevölkerung

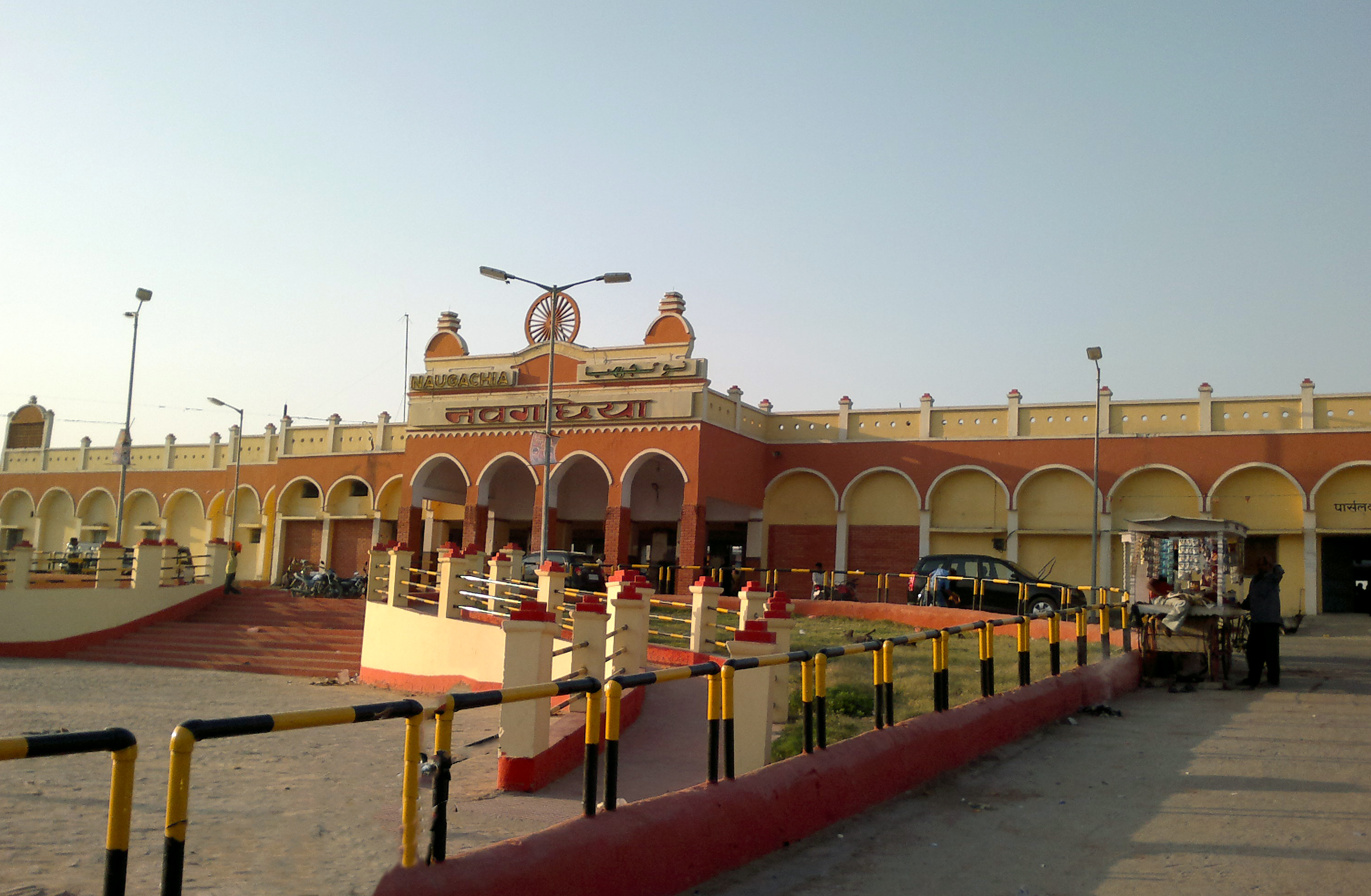
Bahnhof von Naugachia

Die Einwohnerzahl lag beim Zensus 2011 bei 3.037.766 (2011). Die Bevölkerungswachstumsrate im Zeitraum von 2001 bis 2011 betrug 25,36 % und lag damit sehr hoch. Bhagalpur hatte ein Geschlechterverhältnis von 880 Frauen pro 1000 Männer und damit den in Indien häufigen Männerüberschuss. Der Distrikt hatte eine Alphabetisierungsrate von 63,14 % im Jahr 2011, eine Steigerung um knapp 14 Prozentpunkte gegenüber dem Jahr 2001. Die Lesefähigkeit lag damit deutlich unter dem nationalen Durchschnitt. Knapp 82 % der Bevölkerung waren Hindus und ca. 18 % Muslime.
19,8 % der Bevölkerung lebten in Städten. Die größte Stadt war Bhagalpur mit 400.146 Einwohnern.

## Wirtschaft
Die Landwirtschaft spielt weiter eine bedeutende Rolle. Hauptsächlich angebaut werden Reis (kharif), Weizen (rabi), Mais (kharif und rabi), Linsen und Acker-Senf (beides rabi). Die Seidenindustrie in Bhagalpur hat eine etwa 200-jährige Tradition, ist aber im Rückgang begriffen.
Mit einem Pro-Kopf-Bruttoinlandsprodukt (BIP) von 17.324 ₹ lag Bhagalpur 2010–11 auf dem vierten Platz der 38 Distrikte Bihars. Das mittlere Pro-Kopf-BIP in Bihar lag nach dieser Erhebung bei 14.574 ₹.
Beim Ort Kahalgaon wurden Kohlevorkommen entdeckt, die auf etwa 230 Millionen Tonnen geschätzt wurden. Im September 2019 begannen die indischen Behörden mit der Vergabe von Lizenzen zum Abbau.

## Sehenswürdigkeiten

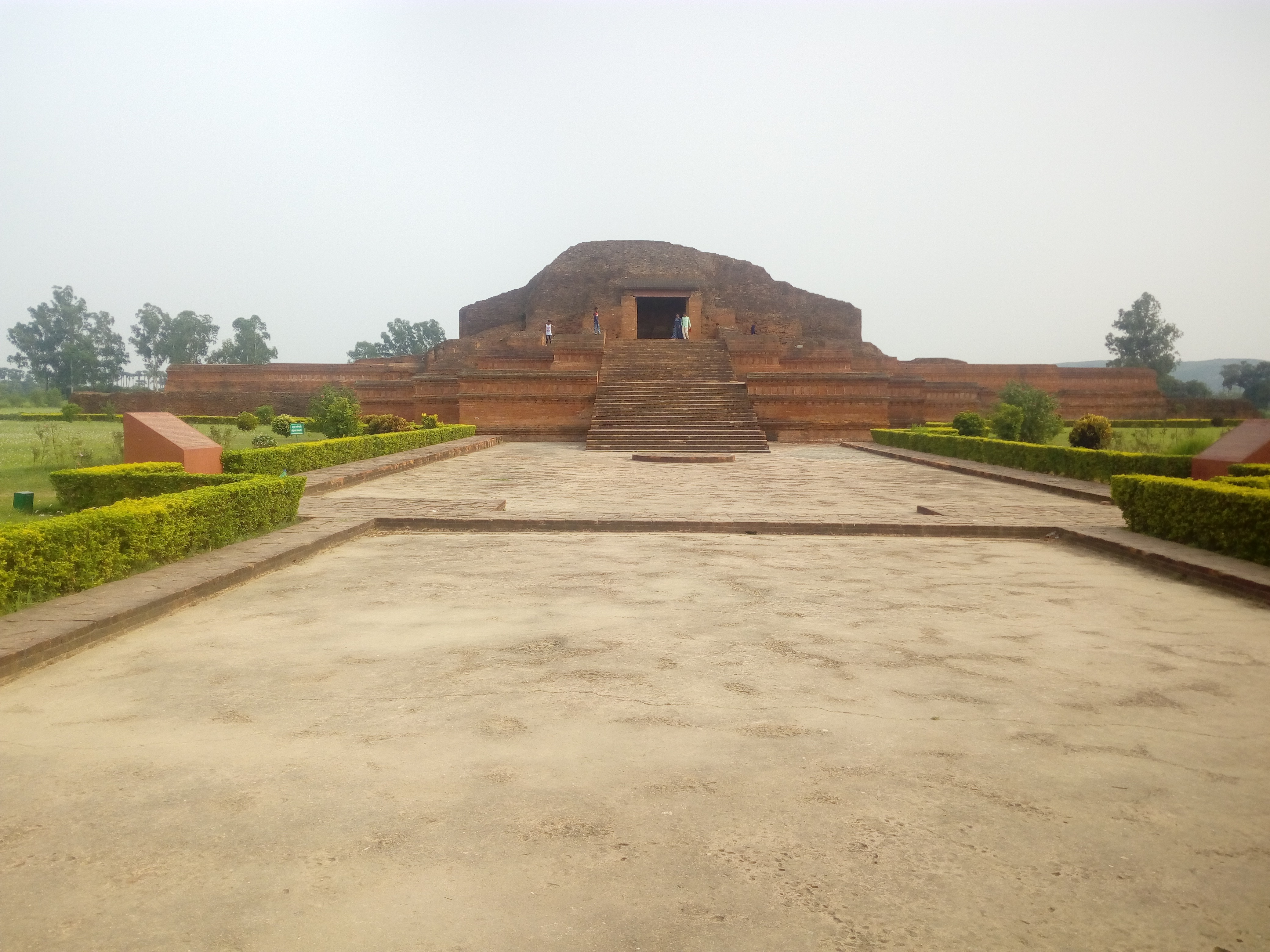
Ruinen von Vikramshila

Im Distrikt befinden sich die Ruinen von Vikramashila, wo sich zur Zeit der Pala-Dynastie (750 bis 1161) eine bedeutende buddhistische Bildungsstätte befand. Die Einrichtungen wurden Ende des 12. Jahrhunderts durch den islamischen Eroberer Muhammad bin Bakhtiyar Khalji zerstört.
In einem 60 km langen Abschnitt des Ganges zwischen den Orten Sultanganj und Kahalgaon befindet sich das 1972 eingerichtete Vikramshila-Gangesdelfin-Schutzgebiet (Vikramshila Gangetic Dolphin Sanctuary, VGDS). Die Zahl der hier lebenden Gangesdelfine wird auf etwa 150 bis 200 geschätzt. 2020 wurde mit dem Bau einer Delfin-Beobachtungsstation begonnen.